# Veľký Rigeľ (Wielka Fatra)

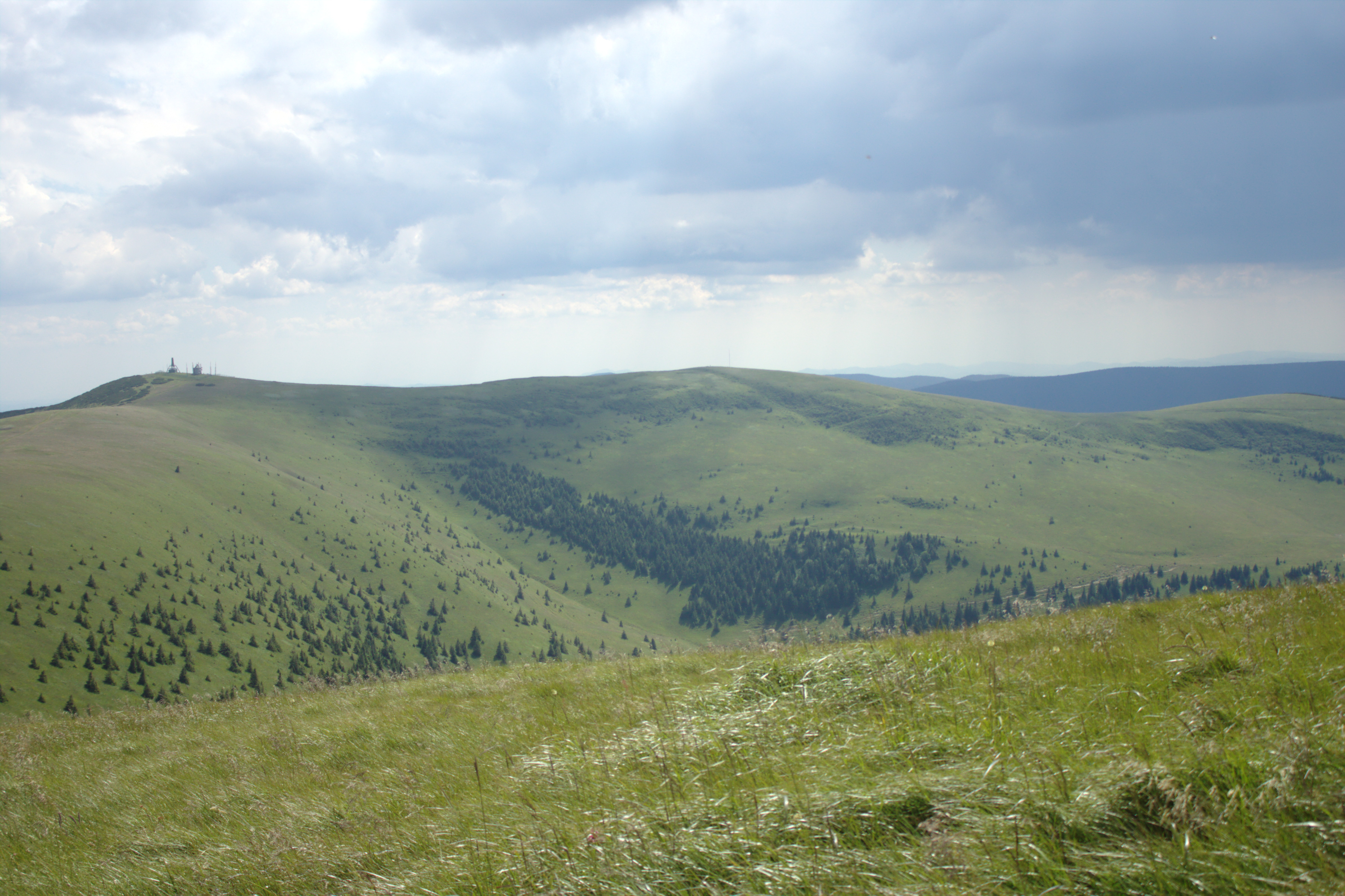
Krížna i Veľký Rigeľ

Veľký Rigeľ – zachodni grzbiet szczytu Krížna w Wielkiej Fatrze w Karpatach Zachodnich na Słowacji.
Ma dwa kopulaste wzniesienia o małej wybitności. Najdalej na zachód wysunięte to Malá Krížna. Północne stoki Veľkiego Rigľa opadają do Dedošovej doliny (a dokładniej do jej górnego piętra Rovnè), południowe do Tureckiej doliny. Te ostatnie są bardzo strome i trawiaste aż do dna doliny, co powoduje, że zimą często schodzą z nich lawiny. Wcina się w nie żlebowata dolinka Veľká Ramžiná.
Veľký Rigeľ jest trawiasty, dzięki czemu rozciąga się z niego szeroka panorama widokowa. Biegnie nim czerwony szlak turystyczny – Cesta hrdinov SNP.
  odcinek: Horský hotel Kráľova Studňa – Kráľova studňa – Malá Krížna – Veľký Rigeľ – Krížna. Suma podejść 319 m, odległość 4,1 km, czas przejścia 1,20 h, ↓ 1:05 h.